# Cal Coritenza
Cal Coritenza, anche noto come Coritenza di Plezzo (in sloveno Kal-Koritnica) è un insediamento del comune di Plezzo, nella regione del Litorale in Slovenia.

## Geografia

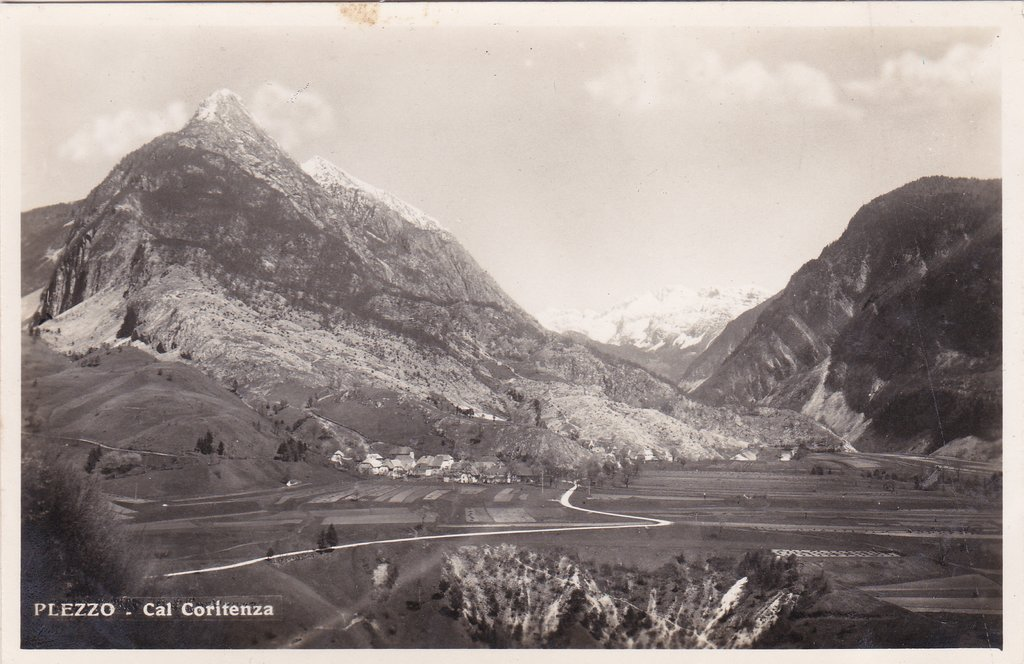
Cal Coritenza

Cal Coritenza è situata su una terrazza naturale esposta al sole sotto il monte Svinjak, a nord-est e sopra la confluenza dei fiumi Isonzo e Coritenza a sud-ovest.
La località è composta dai due insediamenti di Cal di Plezzo (ad est) e Coritenza di Plezzo (ad ovest), ed include anche le frazioni di Pri Kukču, Čerče, Kolovrat e Malnik (da nord a sud).

## Monumenti e luoghi d'interesse

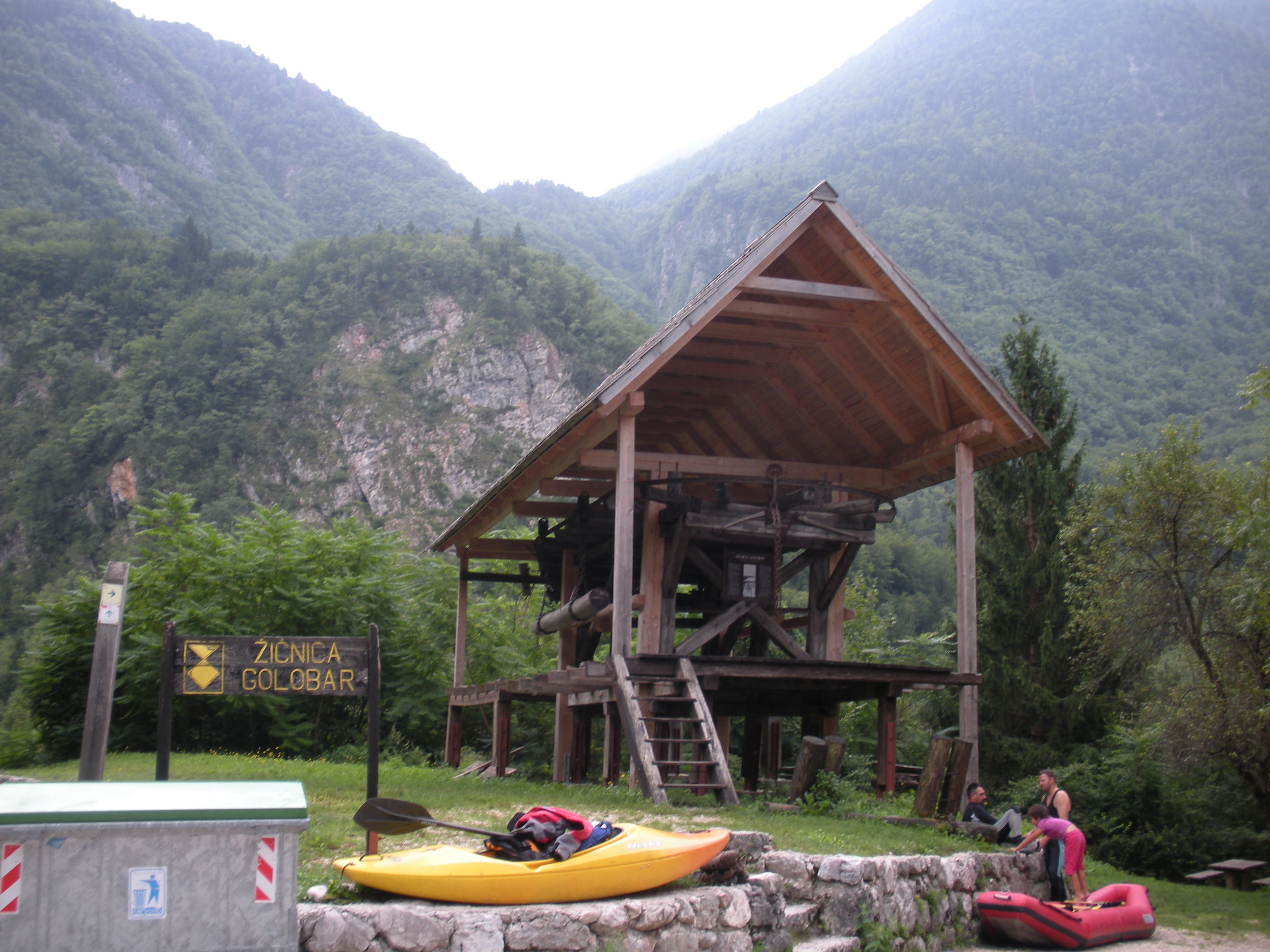
Funicolare del Golobar

La funicolare del Golobar, detta anche Tolminka, è un impianto a fune storico del 1931 che fu impiegato nella silvicoltura e industria del carbone; nel 1990 la funicolare è stata iscritta nel Registro dei beni culturali della Slovenia.
Sull'alpe del Golobar è presente un monumento ai partigiani uccisi in quella che fu una delle peggiori battaglie nella zona di Plezzo durante la seconda guerra mondiale: la battaglia del Golobar avvenne il 26 aprile 1943, quando i soldati italiani circondarono i partigiani riuniti e a seguito dello scontro a fuoco morirono 42 soldati. I loro corpi sono stati portati nel villaggio fino al luogo dove oggi si trova il monumento e successivamente trasportati a Plezzo, dove furono sepolti in una fossa comune nel cimitero locale.